# Alexandr Viktorovič Fok
Alexandr Viktorovič Fok (rusky Александр Викторович Фок; 25. srpnajul./ 6. září 1843greg. – 2. prosince 1926) byl ruský velitel, generálporučík (21. srpna 1904), účastník rusko-turecké války (1877–1878) a rusko-japonské války (1904–1905).

## Životopis
V roce 1863 absolvoval výcvik u Novgorodského kadetského sboru Hraběte Arakčejeva a roku 1864 2. vojenské Konstantinovské učiliště, odkud byl v hodnosti podporučíka převelen k 99. pěšímu ivangorodskému pluku.
V letech 1871–1876 sloužil v Samostatném četnickém sboru. Po vypuknutí rusko-turecké války byl kapitán Fok 28. ledna 1877 převelen k 53. pěšímu volyňskému pluku. Za úspěchy v boji byl vyznamenán Řádem sv. Jiří 4. stupně.
| „ | Za to, že v noci na 15. června 1877 při vylodění na pravém břehu Dunaje s jemu přidělenou rotou 53. pěšího volyňského pluku v hodnosti kapitána vzal ztečí mlýn na řece Tekir Dere a poté v součinnosti s ostatními jednotkami, vyháněje Turky bodáky, obsadil pro nás důležitou kótu na levém křídle. | “ |

Byl také povýšen na majora a 6. května 1884 získal hodnost podplukovníka. V roce 1890 byl povýšen na plukovníka a jmenován velitelem 3. zakaslijského střeleckého praporu. 27. července 1892 se stal velitelem 17. střeleckého pluku, 2. srpna 1894 velitelem 16. střeleckého pluku a 11. prosince 1897 velitelem 58. pěšího pragského pluku. 17. července 1900 byl za úspěchy ve službě povýšen na generálmajora a jmenován velitelem 4. východosibiřské střelecké brigády. Zúčastnil se potlačení Boxerského povstání 1900–1901, kde utrpěl zranění. Tažení mu přineslo vyznamenání v podobě šavle sv. Jiří.
Po vypuknutí rusko-japonské války velel 4. východosibiřské střelecké divizi. 21. srpna 1904 byl za „úspěchy v boji proti Japoncům“ povýšen na generálporučíka a potvrzen v dané hodnosti. Účastnil se obrany portarturské pevnosti a vysloužil si Řád sv. Jiří 3. stupně.
| „ | Jako odměnu za nesmírnou odvahu a chrabrost prokázanou v bojích proti Japoncům během obstřelování a blokády Port Arturu. | “ |

Po smrti generála R. I. Kondratěnka v prosinci 1904 jej generál A. M. Stessel jmenoval náčelníkem pozemní obrany pevnosti. 19. srpna 1906 byl zbaven funkce a přidělen ke generálnímu štábu. V roce 1908 se ocitl na lavici obviněných v případu kapitulace Port Arturu. 5. března 1908 jej Nejvyšší vojenský soud zprostil obžaloby kvůli nedostatku důkazů.
V ten samý den se generál zúčastnil duelu, jenž se později stal známým jako „generálský duel“. Jeho oponentem se stal bývalý obránce Port Arturu generál K. N. Smirnov, jenž A. V. Foka v tisku a také ve výpovědích vyšetřující komisi obviňoval ve vydání pevnosti nepříteli a zbabělosti. Iniciátorem duelu byl generál Fok. Jako jednoho ze sekundantů si K. N. Smirnov pozval V. M. Puriškeviče. Oba účastníci se navíc obrátili za pomocí ke znalci duelů A. A. Kirejevovi, jenž souboj připravil, proškolil sekundanty a sám souboji přihlížel. Duel s pistolemi na vzdálenost 20 kroků proběhl 5. (18.) března 1908 v jízdárně Jízdního pluku osobní gardy. Během souboje oba protivníci vystřelili třikrát, aniž by byl kdokoli zasažen. Až čtvrtým výstřelem se podařilo A. V. Fokovi zasáhnout K. N Smirnova do oblasti stehna poblíž třísla. V petrohradské společnosti duel nabyl velké ironické odezvy, a to kvůli počtu minutí.
2. dubna téhož roku odešel A. V. Fok kvůli „rodinným důvodům“ do výslužby s přiznanou penzí.
V letech 1912–1913 se účastnil Balkánských válek v řadách bulharské armády. Po roce 1917 emigroval do Bulharska. Zemřel 2. prosince 1926 a byl pohřben v bratrské mohyle poblíž Svištova. A. V. Fok se nikdy neoženil.

## Vyznamenání
- Řád sv. Stanislava 3. stupně (1873)
- Řád sv. Anny 3. stupně s meči a stuhou (1877)
- Řád sv. Jiří 4. stupně (1877)
- Řád sv. Stanislava 2. stupně (1885)
- Řád sv. Anny 2. stupně (1889)
- Řád sv. Vladimíra 4. stupně (1891)
- Řád sv. Vladimíra 3. stupně (1895)
- Zlatá šavle sv. Jiří (1901)
- Řád sv. Stanislava 1. stupně s meči (1902)
- Řád sv. Jiří 3. stupně (1904)
- Řád sv. Anny 1. stupně s meči (1904)
- Zlatá šavle sv. Jiří s brilianty (1905)
- Řád sv. Vladimíra 2. stupně s meči (1905)

## Dílo
- Boj u Ťin-čou (1910, Киньчжоуский бой), článek uveřejněný v měsíčníku Russkaja starina [7]